# Charles A. Mooney

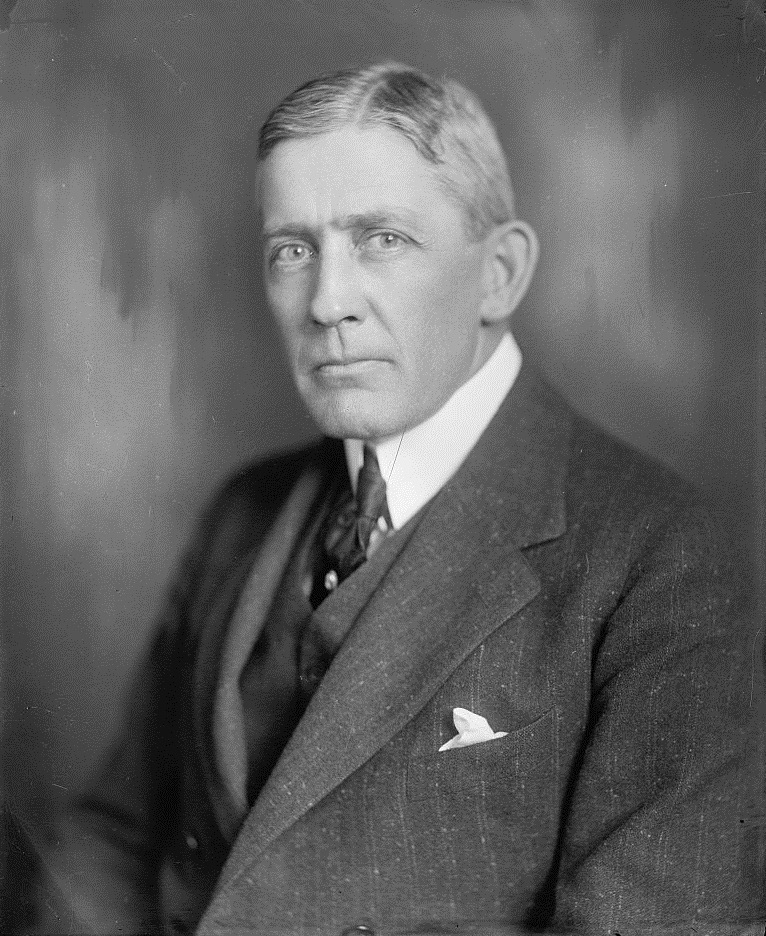
Charles A. Mooney

Charles Anthony Mooney (* 5. Januar 1879 in St. Marys, Ohio; † 29. Mai 1931 in Cleveland, Ohio) war ein US-amerikanischer Politiker der Demokratischen Partei. Vom 4. März 1919 bis 3. März 1921 und vom 4. März 1923 bis zu seinem Tod war er Mitglied des Repräsentantenhauses der Vereinigten Staaten für den 20. Kongressdistrikt des Bundesstaates Ohio.

## Biografie
Charles Mooney wurde als Sohn von Michael J. Mooney und Catherine Salmon in St. Marys geboren. Dort besuchte er zunächst eine jesuitische Schule. 1895 schloss er an der St. Marys High School seine Schullaufbahn ab. Anschließend war er im Versicherungsgeschäft tätig. 1910 zog er nach Cleveland um, wo er seine berufliche Tätigkeit fortsetzte. Von 1915 bis 1919 war er Mitglied des Staatssenats. 
Bei den Kongresswahlen 1918 wurde Mooney erstmals ins US-Repräsentantenhaus gewählt. Dort diente er eine Legislaturperiode. Er wurde vom Republikaner Miner G. Norton abgelöst. Bereits 1922 konnte er seinen Sitz zurückgewinnen. Bis zu seinem Tod diente er fortan als Congressman.
Mooney war mit Miriam Isabelle MacMahon verheiratet. Gemeinsam hatten beide zwei Söhne. Er wurde auf dem Gethsemane Cemetery in seiner Geburtsstadt beigesetzt.